# Халасинский, Юзеф
Юзеф Халасинский (пол. Józef Chałasiński; 14 февраля 1904, Рудник, Люблинское воеводство — 5 декабря 1979, Варшава) — польский социолог.

## Биография
Его отец — Михал, был гминным писарем. Мать — Юзефа из рода Влодарских, умерла вскоре после рождения сына. Юзеф Халасинский воспитывался в доме, в котором заботились о поддержании образца шляхецко-интеллигентской культуры, а также среди своих деревенских ровесников. Детский опыт оказал влияние на его позднейшие общественные взгляды и направление научных интересов. Первые знания Халасинский получил дома, с января 1915 г. учился в любельской гимназии. С четвертого класса (после смерти отца) Халасинский занимался репетиторством. Живо реагировал на события Первой мировой войны и усилия по созданию польского государства. Участвовал в Национальной молодежной организации (MON), в издании школьной газеты «В будущее». В 1920 г., когда независимость Польши была под угрозой, в неполные 17 лет Халасинский пошел добровольцем в армию. Аттестат зрелости получил в июне 1923 г.
В сентябре 1939 г. PIKW получил приказ эвакуировать в Пулавы. По дороге транспорт был бомбардирован, люди распущены. Халасинский оказался в советской зоне оккупации, на Волыни в д. Долге под Сарнами, где его приютила деревенская семья и где он работал в школе. Позднее Халасинский перебрался во Львов — работал в Библиотеке Оссолинских, а после вступления во Львов немецких войск вернулся в Варшаву. Там, вместе с Оссовским, Станиславом Рыхлиньским и Юзефом Обрембским, тайно участвовал в возрожденном Польском социологическом институте (в период оккупации возглавлял этот институт). Вернулся к научной работе, подготовил труд под рабочим названием «Крестьяне и паны». После получения предупреждения о том, что находится в списке осужденных крайне правой организации, спрятался в Кобыльце под Варшавой. Пережил там Варшавское восстание, после подавления которого перебрался в Люблин, где в октябре 1944 г. тесно сотрудничал с ведомством просвещения Польского круга научного знания (PKWN; в декабре 1944 г. находился в Москве как делегат этого института); из этого источника получил дотации на исследования Польским социологическим институтом немецких акций выселения.

## Учёба
Осенью 1923 г. начал изучать математику в Познани, но еще на первом году перевелся на языкознание, а вскоре — на психологию. В конце концов Халасинский оказался на социологии. Судьбу решил случай: Юзеф Халасинский репетировал сына профессора Знанецкого. Личный контакт с профессором повлиял на решение двадцатилетнего студента. Учился страстно. Социологические предметы сдавал, по большей части, Знанецкому, а также доктору Людвике Добжиньскей-Рыбицкей, почти всегда с высшими оценками. Был активным членом, а позднее — председателем студенческого Научного Круга. Уже в бытность студентом публиковал небольшие работы по социологии воспитания.
Занятия увенчались семинарской работой у Знанецкого под названием «Величина социальной группы и демократия у Монтескьё» (1926). Благодаря известным достижениям в науке был освобожден от оплаты за обучение. На последнем году учебы получил работу в качестве библиотекаря Кафедры социологии и вскоре (с января 1927 г.) место младшего ассистента. Это позволило Халасинскому продолжить обучение, результатом которых стала докторская диссертация у Знанецкого на тему «Воспитание в чужом доме как социальный институт». Диплом «с наивысшей похвалой» получил 23 ноября 1927 г. Без остатка посвятил себя научной и организационной работе в поле социологии. Знанецкий сделал его своим заместителем в Социологическом институте. Исполняя эту функцию, Халасинский помогал своему учителю, в том числе при издании первого номера «Социологического обзора» («Przegląd Socjologiczny», оказался в его редколлегии), а также организации первого общепольского съезда социологов в Познани. При этом много публиковался, перевел и издал труд Уильяма Мак-Дугалла «Психология группы» (1930), подготовил к изданию биографию Якуба Войчеховского («Собственная биография рабочего», 1930), а главное — написал хабилитационную работу («Дороги продвижения социального работника», 1931). Хабилитация была проведена в университете в Познани в июле 1931 г. Осенью того же года Халасинский получил стипендию Фонда Рокфеллера для учебной поездки в США. Халасинский находился в Америке до октября 1933 г. Там исследовал организацию американского образования, а также польские рабочие колонии в южном Чикаго. По возвращении домой подготовил к печати «американские материалы» (несколько статей и обширный труд «Школа в американском обществе», 1936). В Познани ему предложили статус приват-доцента. Несмотря на нехватку средств, Халасинский этого предложения не принял.
С января 1935 г. Халасинский получил оплачиваемое место в Варшавском университете (стал адъюнктом Социологического Семинара). Работал на Кафедре социологии Яна С. Быстроня, своего старшего коллеги и доброго приятеля; там же годом позже оказался и Станислав Оссовски. Этот короткий «варшавский период» — 1935-39 гг. — был необычайно богат на организационные и научные достижения. В ноябре 1935 г. в столице состоялся II Съезд социологов, главным организатором которого был Халасинский. В том же году Халасинский фактически взял на себя редактирование «Социологического обзора», с этого момента — общепольского издания, полностью профессионального, редактируемого на высочайшем мировом уровне. По инициативе Халасинского и при его участии началось издание серии работ под названием «Социологическая библиотека». Деятельность Халасинского привела к тому, что центр польской социологии стал постепенно переноситься из Познани в Варшаву. Осенью 1935 г. Халасинский организовал семинар, целью которого было подготовить хорошо подготовленных региональных исследователей для проведения исследовательских работе в Горной Силезии, на Виленщине, Полесье и в Малопольше. Халасинский намеревался продолжать исследования национального антагонизм, а также предпринять исследования перспективы «процессов слияния сильно отличающихся районов в государственную общественность» (из письма Знанецкому). Планы эти, как и начатое исследование эмиграции, до конца реализованы не были. Халасинский также снял свою кандидатуру из конкурса на место главы кафедры Виленского университета и ушел из адъюнктуры Варшавского университета, поскольку 24 октября 1936 г. Халасинский был назначен директором Государственного института культуры деревни (PIKW) в Варшаве. Кроме интенсивной работы в Институте (а это была первая внеуниверситетская площадка в польской социологии с такой большой областью научно-исследовательских заданий), проводил занятия в Свободном Польском университете (WWP; 5 июля 1937 г. был назначен профессором надзвычайным на Кафедре социологии после Людвика Кшивицкого, а вскоре в Лодзи — после Адама Эттингера), лекции в Педагогическом институте Польского педагогического союза, в Школе политических наук в Кракове. Результатом его исследовательских работ в PIKW стало издание огромного четырехтомного труда под названием «Молодое поколение крестьян» (1938), не имеющего — как писал Знанецкий в предисловии — «еще соответствия в мировой литературе, основанного на равно богатом биографическом материале […], научная ценность которого […] обеспечивает данному труду первостепенное значение в развитии социологической мысли».

## Наука
Смерть Стефана Чарновского (1937), а затем Кшивицкого (1941) и отъезд из страны Знанецкого (1939) привели к тому, что после Второй мировой войны Халасинский стал первым человеком в польской социологии. Халасинский осознавал, что именно на нем лежала обязанность отстройки социологии. Этого ждало все сообщество. В апреле 1945 г. Халасинский принял предложение принять кафедру социологии на создаваемом университете в Лодзи. В январе 1946 г. Халасинский был назначен профессором звычайным (исполнял функции проректора с сентября 1945 г. по февраль 1946 г., а с середины 1949 г. до 1952 г. был ректором Лодзинского университета). Благодаря активности Халасинского Лодзь стала в 1944—1950 гг. столицей польской социологии. За Халасинским туда «потянулись» Оссовские, Обрембские, Ян Щепаньский и другие. В Лодзи находилось правление Польского социологического института, начались лекции по социологии, вызвавшие огромный интерес молодежи, возрожден «Социологический обзор» (Халасинский стал главным его редактором). Безрезультатными были усилия по восстановлению серии «Социологическая библиотека», но появились две новые серии: «Исследования крестьянских и рабочих проблем» и «Библиотека современной мысли». В Лодзи предпринимаются территориальные социологические исследования. Халасинский снова начал много публиковаться, в том числе издал обширный труд «Общество и воспитание» (1948), подготовил к печати академический учебник социологии авторства Армана Кювилье (Armand Cuvillier).
Весьма критически относясь к довоенной действительности, Халасинский воодушевленно воспринял провозглашенное новой властью освобождение рабочих и крестьян. Халасинский поддал суровой оценке «государственный этос» польской интеллигенции (громкая инаугурационная лекция, произнесенная в Лодзинском университете 13 января 1946 г.; статьи на данную тему в «Кузнице» и эссе, 1946, с.83). Однако уже скоро, постигая постепенные процессы этатизации социальной жизни, Халасинский выступил с острой критикой ограничения свободы слова и автономии университета («Об общественном смысле реформы университетов», «Кузница», 17.04.1947), единственный из социологической среды выступил публично против преследования властями Быстроня (в 1947 г.).
Предпринятые Халасинским действия, основательное участие в создании «народной Польши» включали в том числе: издание ежемесячного журнала «Современная мысль» («Myśl współczesna», с июня 1946 г.), являющегося дискуссионным форумом интеллектуалов; начало социологических исследований, а также публикация работ на тему проблем крестьян и рабочих; реформирование университета; исследование социального обусловливания школьно-просвещенческих явлений и теории реформирования просвещения. Все эти начинания не были до конца реализованы либо вообще не удались, поскольку власти все менее добро поглядывали на все инициативы, исходящие из внепартийных кругов, и эффективно их пресекали. У Халасинского отобрали «Современную мысль», организацию университетской жизни подчинили директивным бюрократическим предписаниям. Но самым болезненным для него из этого ряда невзгод было лишение социологии статуса академической дисциплины.
Развитие социологии в Польше представляло для Халасинского род миссии, обязанность её продолжения перенял от Знанецкого (сам пережил пионерский период польской социологии 1920-х гг.), за её реализацию чувствовал себя лично ответственным. Работая в особенно неблагоприятных условиях (1949—1955), Халасинский принял тактику руководствоваться политическим реализмом, платя цену компромисса, который частично оправдывал перед собою «навыком активности» и «идентификации с простым человеком». Благодаря этому компромиссу Халасинский сохранил «молодую поросль» в социологии, когда, как вспоминает Антонина Клосковска, «позволял ассистентам защищать докторскую на основе работ, в нормальных условиях охватываемых сферой социологической проблематики» («Bunty…», 1992, s.12). Это происходило под сменившимися табличками — их получили Кафедра истории социальной мысли Лодзинского университета, лодзинское Отделение истории журналов ПАН, частично редактируемый Халасинский «Обзор исторических и социальных наук» (1950—1958), который был субститутом «Социологического обзора».
В соответствии с ожиданиями властей Халасинский сыграл важную роль в Первом Конгрессе польской науки, принял функции заместителя редактора контролируемой партийными структурами «Философской мысли» (на страницах этого журнала издал «самокритику»). В середине 1952 г. Халасинский вошел в Президиум заново созванной АН в качестве заместителя научного секретаря (Халасинский также доверили функции главного редактора «Польской науки»). Халасинский стал одним из главных героев в научной среде. Вскоре, однако, Халасинский оказался одним из наиболее непокорных из круга тогдашних ученых. На страницах «Польской науки» уже в 1954 г. Халасинский предпринял критику применения вульгаризированного метода исторического материализма в гуманитарных науках (в кругах ЦК РППР это выступление признано «невероятно дерзким»). Критические отзывы в 1954 г., как и опубликованная годом позже на страницах «Польской науки» статья «Основания современной культуры в польской гуманистике», возвестили (как в литературе — известная поэма Адама Важика в 1955 г.) оттепель в польских социальных науках.
С 1956 г. Халасинский энергично работал ради возрождения социологии в Польше. В ноябре по его инициативе в Лодзи собралось Правление Польского социологического института. В то же самое время Халасинский руководил вновь восставшим Отделением социологии и истории культуры ПАН, а с сентября 1957 г. — возрожденной Кафедрой социологии Лодзинского унтиверситета. В январе появился возрожденный при решающем участии Халасинского «Социологический обзор», символизирующий преемственность польской социологии. В том же году вышел под его редакцией квартальник «Культура и общество». Этот журнал опубликовал нашумевший текст Халасинский «Дороги и бездорожье социализма в польской науке» (выступление на ту же тему под названием «Sociology and Social Mythology in Post-War Poland» было опубликовано в материалах Мирового социологического конгресса в Стресе). Как стремление Халасинского к подчеркиванию идентичности польской социологии как науки, берущей начало, прежде всего, в познанской школе Знанецкого, так и критика опустошений, которые произошли в польской науке в сталинский период, вызкали острую реакцию со стороны властей.

## Изгнание
Весной 1960 г. Юзеф Халасинский был лишен всех функций в ПАН (отделение под его руководством закрыто), у него отобрали «Культуру и общество», уволили из Лодзинского университета, отбирая кафедру (в административном порядке, за один день, были закрыты его лекции и семинар), решались судьбы «Социологического обзора», а также набора студентов на социологию в Лодзи. Это было для профессора тем более болезненно, что опубликованные статьи были приняты сдержанно в мировом научном сообществе. Никто не выступил в его защиту — он был единственным из выдающихся польских социологов, которого не пригласили к участию в работе редакционного комитета вновь возрожденных в 1961 г. «Социологических штудий» («Studia Socjologiczne»). Кроме того, Халасинский утрачивал контакт с социологической средой по причине нового стиля организации социологии в Польше, который характеризовался узким эмпиризмом и анкетные исследования («исследования делают, но не мыслят» — написал Халасинский в 1961 г. в своем дневнике).
Однако это «изгнание» Халасинского было недолгим. В 1961 г. появились его первые статьи об образовании народов современной Африки, весной 1962 г. вышла «Американская культура», в которой Халасинский показал процессы формирования национальной культуры. В ноябре 1962 г. получил Лабораторию исследований культур современной Африки ПАН. В мае 1963 г. Халасинского пригласили к участию в организации конкурса и издании воспоминаний молодого поколения ПРЛ. Тогда «завершился — писал Халасинский в дневнике — первый этап моего возвращения „из ссылки“ в Академию». Осенью 1966 г. специально для него была создана Кафедра социологии культуры в Варшавском университете, двумя годами позже Халасинский вернули редакцию «Культуры и общества», Халасинский избран в Президиум ПАН, в марте 1969 г. назначен Секретарем I Отдела ПАН. В 1970 г. Лодзинский университет присудил Халасинский почетный докторат. В конце 1974 г. Халасинский вышел на пенсию. Умер пятью годами позже, 5 декабря 1979 г. в Варшаве.

## Подведение итогов
Юзеф Халасинский был великой фигурой в польской социологии. Он участвовал в научной жизни страны более полувека. Необычайно активный и работящий, он сделал очень много как творец, исследователь, организатор науки, учитель и публицист. Халасинский является автором «Молодого поколения крестьян» — одного из самых оригинальных трудов в польской социологии. Его участие в делах деревни, не скрываемая в работах высокая оценка крестьянского слоя, было вдохновением для деятелей народного движения. Остро отзывающийся на текущие социально-политические проблемы страны, Халасинский вызывал своими публицистическими выступлениями многочисленную и шумную полемику на тем социально-исторической роли польской интеллигенции (1946-47, 1958), демократии и необходимости независимого общественного мнения (1947), окостенелости марксизма как научного метода в гуманистике (1954-55) и патологии общественной жизни в сталинский период (1957, 1959).
От своего учителя Знанецкого — Юзеф Халасинский перенял глубокое убеждение в важности общественной миссии социологии, необходимости её укоренения в институциональной системе науки, методологическое основание «гуманитарного софактора», а также использование в исследованиях метода личных документов. Халасинский не стремился, однако, как Знанецкий, выработать теоретическую, универсальную социологическую систему. Он был заинтересован описанием и пониманием окружающей его социально-культурной польской действительности, теорию же трактовал инструментально.
Исследовательские интересы Халасинского можно уместить в границах социологии деревни, воспитания, культуры и нации (занимался также историей социологической мысли и польской культуры), однако последовательно он не развивал ни одной из данных социологических субдисциплин (исключение составлять может социология воспитания, где его многочисленные монографические работы были подытожены в виде учебника «Общество и воспитание»). Халасинский концентрировался скорее на описании историко-социального процесса образования современного польского общества; несмотря на огромную писательскую продуктивность (библиография его работ превышает 700 позиций), Халасинскому не удалось подготовить работы на эту тему. Причиной была как трудность нахождения соответствующего теоретического варианта (их синтез он предпринял для США и Африки), как и ограниченная возможность свободы высказываний во время ПРЛ. Халасинский из принципа не писал в стол, желая, насколько только возможно, присутствовать в социально-культурной жизни страны. Когда Халасинский достиг полной формальной профессиональной квалификации, для социолога настали очень тяжелые времена. Попытка Халасинского найти себя в тогдашней действительности представляет собой впечатляющую тему исследования и, безусловно, еще долго будет вызывать эмоции и полемику.

## Научные труды
Издал более 700 научных работ, в том числе:
- Dewey jako pedagog demokracji (1927)
- Wielkość grupy społecznej a demokracja u Montesquieu (1927)
- Rodzina i szkoła a szersze grupy społeczne (1929)
- Wychowanie państwowe (1935)
- Parafia i szkoła parafialna wśród emigracji polskiej w Ameryce (1935)
- Tło socjologiczne pracy oświatowej (1935)
- Emigracja jako zjawisko społeczne (1936)
- Szkoła w społeczeństwie amerykańskim (1936)
- Klasa szkolna jako grupa społeczna (1938)
- Elementy socjologicznej teorii wychowania (1946—1947)
- Socjologia i historia inteligencji polskiej (1946)
- Socjologiczne założenia reformy wychowania (1946)
- Społeczna genealogia inteligencji polskiej (1946)
- Zasadnicze stanowiska we współczesnej socjologii polskiej (1946)
- O społeczny sens reformy uniwersytetów (1947)
- Społeczeństwo kapitalistyczne (1947)
- W sprawie studiów socjologicznych na uniwersytetach (1947)
- Społeczeństwo i wychowanie. Socjologiczne zagadnienia szkolnictwa i wychowania w społeczeństwie współczesnym (1948)
- Trzydzieści lat socjologii polskiej, 1918—1947 (1949)
- Przeszłość i przyszłość inteligencji polskiej (1958)
- The African Intelligentsia and the Birth of Nationalism in Black Africa (1961)
- Kultura amerykańska (1962)
- Kultura i naród (1968)